# Світлівка
Сві́тлівка (до 1915 — Блюменорт) — село в Україні, в Кочубеївській сільській територіальній громаді Бериславського району Херсонської області. Населення становить 86 осіб.

## Історія
Блюменорт/Blumenort; також Блюмендорф/Blumendorf, № 7), до 1917 р. — менонітське село Орлафської волості Херсонського повіту Херсонської губернії, у радянський період — Миколаївська/Дніпропетровська область, Великоолександрівський/Кронауський (ім. Фріца Геккерта, Високопільський, Петрівський) німецький район. Засноване 1873 року. Назване за молочанською колонією Блюменорт. Менонітська громада Орлоф. Землі 1346 га (1918), 1236 га (після колективізації). Початкова школа (1926), клуб, бібліотека. померли від голоду 5 осіб (1921-22), 10 осіб (1932-33); в 1929-41 депортовані 21 особа. Мешканці: 172 (1887), 195 (1896), 201 (1906), 297 (1912), 218 (1916), 263 (1919), 382 (1926), 318/308 німці (1941), 284/276 німці (1942; 39 німецькі сім'ї або 63 % без голови сім'ї).
Станом на 1886 у німецькій колонії Блюменорт мешкало 214 осіб, налічувалось 39 дворових господарств, існувала школа.
7 (20) листопада 1917 року, відповідно до Третього Універсалу Української Центральної Ради, увійшла до складу Української Народної Республіки.
12 червня 2020 року, відповідно до Розпорядження Кабінету Міністрів України від № 726-р «Про визначення адміністративних центрів та затвердження територій територіальних громад Херсонської області», увійшло до складу Кочубеївської сільської громади.
19 липня 2020 року, в результаті адміністративно-територіальної реформи та ліквідації   Високопільського району.увійшло до складу Бериславського району.

## Населення
Згідно з переписом УРСР 1989 року чисельність наявного населення села становила 132 особи, з яких 58 чоловіків та 74 жінки.
За переписом населення України 2001 року в селі мешкало 86 осіб.

### Мовний склад
Рідна мова населення за даними перепису 2001 року:
| Мова       | Чисельність, осіб | Доля     |
| ---------- | ----------------- | -------- |
| Українська | 85                | 98,84 %  |
| Російська  | 1                 | 1,16 %   |
| Разом      | 86                | 100,00 % |